# Castillo de Lubcha
El Castillo de Lubcha (en bielorruso: Любчанскі замак) era un castillo residencial de la familia Radziwill en la margen izquierda del río Niemen en Lubcha, provincia de Grodno, cerca de Navahradak, en Bielorrusia.
El castillo comenzó su historia en 1581 como una residencia fortificada de Jan Kiszka, un magnate calvinista poderoso. Tenía paredes de madera, una torre de piedra única, y estaba rodeado por un foso en tres lados, el cuarto lado protegido por el río.
Lubcha más tarde pasó a Janusz Radziwiłł, Gran Hetman de Lituania, que amplió el castillo mediante la adición de tres torres de piedra. En 1655 fue tomadp y arrasada por los rebeldes cosacos bajo Ivan Zolotarenko.